# Oxyopes taeniatus
Oxyopes taeniatus là một loài nhện trong họ Oxyopidae.
Loài này thuộc chi Oxyopes. Oxyopes taeniatus được Tord Tamerlan Teodor Thorell miêu tả năm 1877.